# Морнарички истражитељи: Лос Анђелес (1. сезона)
Прва сезона америчко полицијо-процедуралне драме МЗИС: Лос Анђелес је емитована од 22. септембра 2009. до 25. маја 2010. године на каналу ЦБС. Ово је први огранак серијеморнарички истражитељи. Радња серије смештена је у Лос Анђелес у Калифорнији и прати приче чланова Одељења за специјалне пројекте, тајног одељења Морнаричко-злочинско истражитељске службе (МЗИС). Серија и њени ликови представљени су током епизода шесте сезоне серије Морнарички истражитељи под називом „Легенда (I део)“ и „Легенда (II део)„. Ове епизоде су послужиле као пробне епизоде за серију.
Првобитно је планирано да прва сезона има тринаест епизода. Дана 7. октобра 2009. године, након котирања као најгледанија нова серија америчке телевизијске сезоне јесен 2009. ЦБС је наручио пуну сезону од 22 епизоде која је 4. новембра 2009. продужен на 24 епизоде.
Серија Морнарички истражитељи: Лос Анђелес је котирана на 9. месту најгледанијих серија за америчку ТВ сезону 2009-10 са укупно 16,08 милиона гледалаца.

## Глумачка постава
Посебну агенткињу Лару Мејси је заменила посебна агенткиња Хенријета Ленг (Линда Хант) на почетку сезоне. Линда Хант је ушла у главну поставу у епизоди "Једини лак дан". Адам Џамал Крег који се придружио главној постави у епизоди "Идентитет" је исписан из серије у епизоди "Нестао", претходно се последњи пут појавивши у епизоди "Прошли животи", а његов лик Доминик Вејл је убијен у епизоди "Нађен". Пошто је Адама Џамал Крег исписан из серије, Берет Фоа је унапређен у главну поставу у епизоди "Нестао".

## Улоге

### Главне
- Крис О’Донел као Џи Кален
- Питер Камбор као Нејт Гејц
- Данијела Руа као Кензи Блај
- Адам Џамал Крег као Доминик Вејл (Епизоде 1-12)
- Берет Фоа као Ерик Бил (Епизоде 13-24)
- Линда Хант као Хенријета Ленг (Епизоде 2-24)
- Ел Ел Кул Џеј као Сем Хана

### Епизодне
- Адам Џамал Крег као Доминик Вејл (Епизода 21)
- Линда Хант као Хенријета Ленг (Епизода 1)
- Берет Фоа као Ерик Бил (Епизоде 1-12)
- Ерик Кристијан Олсен као Мартин А. Дикс (Епизоде 19-20, 22)

## Епизоде
| Бр. у серији | Бр. у сезони | Назив                 | Редитељ            | Сценариста                                                    | Премијерно емитовање | Прод. код | Бр. гледалаца (у милионима) |
| --- | ------------ | --------------------- | ------------------ | ------------------------------------------------------------- | -------------------- | --------- | --------------------------- |
| 1 | 1            | "Идентитет"           | Џејмс Вајтмор мл.  | Шејн Бренан                                                   | 22. септембар 2009.  | 101       | 18.73                       |
| Пошто се успешно опоравио од скоро фаталних повреда на крају епизоде "Легенда (2. део)" Кален се вратио у ОСП чије је седиште пресељено на ново место. Његов први случај када се вратио је случај војног командира кога је отео нарко картел и на крају убио током пуцњаве између чланова картела и полиције. Екипа убрзо открива да је командирове акције против картела у Мексику можда угрозиле високо поверљиву војну операцију и угрозити живот командирове сестричине, тако да екипа мора да сее трка са временом да спасе живот девојчице пре него што буде касно.Прва појава Џија Калена, Нејта Гејца, Кензи Блај, Доминика Вејла, Хенријете Ленг, Семјуела Хане и Ерика Била. |              |                       |                    |                                                               |                      |           |                             |
| 2 | 2            | "Једини лак дан"      | Tеренс О’Хара      | Р. Скот Џемил                                                 | 29. септембар 2009.  | 102       | 17.42                       |
| Сем се осећа издано кад је сазнао да је у војном стилу дилера убио скуп МВК-оваца, људи које је Сем обучавао, али превара може да оде много дубље него што се мислило и можда чак и уљкучи чланове ЛАПО-а. |              |                       |                    |                                                               |                      |           |                             |
| 3 | 3            | "Грабљивац"           | Тони Вармби        | Dејв Калстин                                                  | 6. октобар 2009.     | 104       | 16.31                       |
| Током војних вежби, ракет "MQ-1 Грабљивац" и "Паклени пламен" су отете и укардене остављајући војника мртвог. Екипа је присиљена да уђе у хакерско подзамље како би добили одговоре, а такође и преузели пројектиле пре него што падну у руке непријатељу, тиме стављајући целу земљу у опасност од непријатељског ракетног напада. |              |                       |                    |                                                               |                      |           |                             |
| 4 | 4            | "Тражи и уништи"      | Стив Бојам         | Гил Грант                                                     | 13. октобар 2009.    | 105       | 15.32                       |
| Ментално нестабилан Ирачанин и ратни ветеран долази у ЛА и његови поступци покрећу низ убистава. Док екипа тражи бившег војника, лично сигурносно предузеће са својим смртнонсним подсетником ускаче и ремети случај. |              |                       |                    |                                                               |                      |           |                             |
| 5 | 5            | "Пуцањ"               | Дејвид М. Берет    | Шејн Бренан                                                   | 20. октобар 2009.    | 103       | 16.50                       |
| Извођач радова је убијен док је скијао на води, а екипа се боји да су се његове поверљиве софтверске тајне изгубиле док не пронађу осумњичену: севернокорејску атентаторку по имену Ли Ван Каи која је можда повезана са директором Венсон и чија је властита присутност прогонила директора Венса неколико година. У међувремену, агент приправник Доминик Вејл иде на тајни задатак по први пут. |              |                       |                    |                                                               |                      |           |                             |
| 6 | 6            | "Нека остане стварно" | Лесли Либмен       | Мет Пајкен                                                    | 3. новембар 2009.    | 106       | 15.29                       |
| Војниково тело је порнађено мртво након пада са врха стамбене зграде. ЛАПО-вци мисле да је то самоубиство, али МЗИС је ускочио и ускоро схватио да није. Док се истражује смрт, велики ланац фалсификовања је откривен и агенткиња тајне службе долази да им помогне упркос настојањима екипе да је се отарасе. |              |                       |                    |                                                               |                      |           |                             |
| 7 | 7            | "Отпор"               | Парис Беркли       | Шејн Бренан                                                   | 10. новембар 2009.   | 107       | 16.19                       |
| Распон надзорних фотографија је пронађен на телу мртве жене што окреће екипу у решавање случаја Каленовог скоро фаталног рањавања од пре неколико месеци. На крају иду на врло опасан задатак: да открију ко је наручио Каленово убиство и да се приведе његов убица у покушају правди. |              |                       |                    |                                                               |                      |           |                             |
| 8 | 8            | "Заседа"              | Род Холкомб        | Линдзи Стерман                                                | 17. новембар 2009.   | 108       | 14.81                       |
| Док је Хети у Сенату на расправи у Вашингтону, истрага о нестанку каплара води екипу МЗИС-а до украдених противоклопних ракета и опасном паравојном скупу који је специјални агент Мајк Ренко истраживао, а Кален и Сем су упали у клопку. |              |                       |                    |                                                               |                      |           |                             |
| 9 | 9            | "Намерна случајност"  | Стивен Депол       | Спид Вид                                                      | 24. новембар 2009.   | 109       | 17.18                       |
| Кад је морнарички инжењер убијен, екипа верује да међународна шпијунажа може бити мотив за његово убиство, али они су потресени кад форензичарка Еби Шуто дође из Вашингтона у Лос Анђелес са податком да је могући серијски убица кога она зове "Фантом" одговоран. Она такође тврди да је оно што га чини тако јединственим његов МО, а то је да су његова убиства потпуно случајна, без понављања, и да сам убица не оставља физиччке доказе било какве врсте иза себе. Међутим, када је Еби отета након што је провела вече у кафићу са Ериком, Кален и екипа се налазе у трци са временом да спасу Еби и зауставе убицу пре него што буде касно.                                  |              |                       |                    |                                                               |                      |           |                             |
| 10 | 10           | "У огњу"              | Теренс О’Хара      | Синопсис: Р. Скот Џемил и Гил Грант Сценарио: Р. Скот Џемил   | 15. децембар 2009.   | 110       | 17.36                       |
| Екипа војника ветерана је на мети бомбаша, а један од њих умире као исход када његов мобилни експлодира и докази упућују на ратног војника ветерана који је био оптужен за убиство у Ираку. |              |                       |                    |                                                               |                      |           |                             |
| 11 | 11           | "Повреда сигурности"  | Пери Ленг          | Синопсис: Шејн Бренан и Р. Скот Џемил Сценарио: Р. Скот Џемил | 5. јануар 2010.      | 111       | 18.07                       |
| Кад је подофицир убије, екипа открива стриптиз бар који има везе са војним тајнама које су вероватно продате. У међувремену, рањиви млади Семов друг је несвесно мобилисан у страну исламску војску. |              |                       |                    |                                                               |                      |           |                             |
| 12 | 12           | "Прошли животи"       | Елоди Кин          | Дејв Калстин                                                  | 12. јануар 2010.     | 112       | 15.50                       |
| Један од Каленових старих псеудонима је оживљен кад се он спрема да истражи убиство морнара и током тога открива потресну тајну из своје прошлости.Последња стална појава Доминика Вејла. |              |                       |                    |                                                               |                      |           |                             |
| 13 | 13           | "Нестао"              | Дејвид М. Берет    | Гил Грант и Мет Пајкен                                        | 26. јануар 2010.     | 113       | 17.16                       |
| Хети прима поруку "Агенту треба помоћ" од Доминика Вејла. Екипа МЗИС-а проналази његов аутомобил у локви крви, али убрзо постају уверени да крв није његова. остављајући екипу да се пита да ли је Дом жив или мртав. Епизода се завршава кад се екипа бори да прихвати вест да је Дом нестао док Кален пише извештај за несталу особу и пријављује Дом као службено несталог и његов статус као "Нестао". |              |                       |                    |                                                               |                      |           |                             |
| 14 | 14           | "MД50"                | Џонатан Фрејкс     | Спид Вид и Р. Скот Џемил                                      | 2. фебруар 2010.     | 114       | 16.42                       |
| Агенти откривају да је биохемијски техничар који пати од Алцхајмерове болести преварен да производи смртоносни отров за трговца оружјем. Док Сем иде на тајни задатак на аукцију да сазна да ли ће бити демонстрација оружја у Лос Анђелесу, екипа мора да пожури да га заустави. |              |                       |                    |                                                               |                      |           |                             |
| 15 | 15           | "Банкарство"          | Tеренс О’Хара      | Дејв Калстин                                                  | 9. фебруар 2010.     | 115       | 17.91                       |
| Док покушавају да отворе сигурносни сеф у банци, даоружани разбојници држе таоце, а затим почињу да се боре са специјалним агентом Кензи Блај што доводи до тога да она бива упуцана у груди. Догађаји од претходног дана откривају да Кензине повреде нису такве какве изгледају, а нису ни пљачкаши. |              |                       |                    |                                                               |                      |           |                             |
| 16 | 16           | "Кинеска четврт"      | Алан Џ. Ливи       | Линдзи Стермен                                                | 2. март 2010.        | 116       | 14.97                       |
| Екипа сумња да смрт морнаричког капетана проглашена као самоубиство може бити убиство, па да злочин имплицира на могућу претњу народној сигурности. А ствари постају још горе кад је откривено да је жртва у ствари била шпијун који је радио за кинеску владу са технологијом која може да угрози важан задатак. Ово откриће води екипу до агента спавача и морају да спасу породицу жртве пре него што буде прекасно. |              |                       |                    |                                                               |                      |           |                             |
| 17 | 17           | "Пуна трка"           | Дејвид М. Берет    | Џозеф Ч. Вилсон                                               | 9. март 2010.        | 117       | 16.99                       |
| Екипа истражује смрт морнара који је погинуо у уличној трци, па сматрају да је његов аутомобил био саботиран, а исход тога је касније експлозија која убија морнара. У међувремену, након што је ухваћен у пребрзој вожњи опет, Кален, по Хетином налогу и још на своје запрепашћење, је присиљен да иде у ауто-школу док остатак екипе ради на случају. |              |                       |                    |                                                               |                      |           |                             |
| 18 | 18           | "Крвна браћа"         | Карен Гавиола      | Тим Клементи                                                  | 16. март 2010.       | 118       | 15.10                       |
| Војник је убијен у пуцњави из кола повезаној са бандом, а екипа се бори да његов млађи брат такође не постане мета. Ускоро откривају доказе о операцији кријумчарења аутоматског оружја који долази са ирачког ратишта и који је стављен у руке локалне уличне банде. |              |                       |                    |                                                               |                      |           |                             |
| 19 | 19           | "Рука руци"           | Парис Беркли       | Мет Пајкен                                                    | 6. април 2010.       | 119       | 13.79                       |
| Истрага убиства бившег војника доводи екипу у мешовите борилачке вештине у теретани где Сем мора да иде на тајни задатак. Екипа убрзо схвата да су наишли на случај СУП-а и упознају детектива СУП-а Мартија Дикса док је он на тајном задатку. Истрага постаје заједничка операција.Прва појава Мартина А. Дикса. |              |                       |                    |                                                               |                      |           |                             |
| 20 | 20           | "Слава"               | Денис Смит         | Спид Вид                                                      | 27. април 2010.      | 120       | 15.62                       |
| Хети мобилише детектива Мартија Дикса и службено га придружује екипи као службеник за везу између МЗИС-а и СУП-а. Смрт војника води екипу у холивудски сјај и гламур у потрази за младом девојком која може, али не мора бити одговорна за смрт војника и низ провала у куће људи из високог друштва. На крају епизоде, Дикс одлази на тајни задатак на операцију СУП-а, али обећава да ће се вратити. |              |                       |                    |                                                               |                      |           |                             |
| 21 | 21           | "Нађен"               | Џејмс Витмор Млађи | Р. Скот Гемил                                                 | 4. мај 2010.         | 121       | 14.34                       |
| Након неколико месеци ничега, екипа је коначно добила снимак као доказ о Домовој отмици након његове у епизоди "Нестао". Уз рок који је издао скуп, такође се захтева пуштање њиховог заробљеног вође, а екипа ОСП-а јури Дому у помоћ у нади да ће га спасити пре него што рок истекне, али коначни исход може бити нешто што нико није очекивао, а кад се то десило, екипа је заувек промењена као исход. Последња појава Доминика Вејла. |              |                       |                    |                                                               |                      |           |                             |
| 22 | 22           | "Лов"                 | Стивен Депол       | Кори Милер                                                    | 11. мај 2010.        | 122       | 16.04                       |
| Екипа је у потрази за главом терористичке организације одговорне за отмицу Дома Вејла који је побегао током хапшења војске. Екипа ОСП-а се бори да се помири са Домовом трагичном смрћу, а Хети размишља о наставку рада као управника операција ОСП-а. |              |                       |                    |                                                               |                      |           |                             |
| 23 | 23           | "Сагорели"            | Стив Бојам         | Синопсис: Гил Грант и Дејв Калстин Сценарио: Дејв Калстин     | 18. мај 2010.        | 123       | 15.23                       |
| Каленова маска је откривена, а у исто време су у МЗИС-овом ОСП-у рачунари хаковани, присиљавајући екипу да ради ван мреже сад. Екипа се бори да се врати на своје ноге док у исто време истражује извор повреде сигурности за који се касније открило да је дошао од обавештајног трговца који је задужен за источноевропски мафијашки скуп. |              |                       |                    |                                                               |                      |           |                             |
| 24 | 24           | "Kален Г."            | Tони Вермби        | Шејн Бренан                                                   | 25. мај 2010.        | 124       | 13.12                       |
| Екипа МЗИС-а се трка са временом да заустави свирепи убиствени поход који је паклено опредељен за покретање нуклеарног рата на Блиском истоку, а Кален се налази у врло личном и врло опасном задатку у својој каријери како би пронашао жену која можда зна одговоре о његовом правом идентитету и прошлости.Последња стална појава Нејта Гејца. |              |                       |                    |                                                               |                      |           |                             |

## Екипа
Прву сезону продуцирали су "Телевизијски студио ЦБС" и Продукција "Шејн Бренан" и емитована је на ЦБС мрежи. Серију је створио Шејн Бренан као огранак серије морнарички истражитељи коју су створили Доналд П. Белисарио и Дон Мекгил. Бренан и Р. Скот Џемил су били извршни продуценти. Сценаристи су били Бренан, Џемил, Дејв Калстин, Гил Грант, Спид Вид, Линдзи Стурман, Тим Клементе, Џозеф Ч. Вилсон и Мет Пајкен. Бренан је служио и као директор серије.

## Преглед
Прва сезона је имала 7 чланова главне поставе. Крис О'Донел је глумио Џија Калена, посебног агента МЗИС-а задуженог за екипу Одељења за специјалне пројекте у Лос Анђелесу. Иако га пријатељи зову "Џи", он не зна како му је право име. Ел Ел Кул Џеј тумачи Сема Хану, бившег МВК-овца који ради као виши агент МЗИС-а. Сем је Џијев ортак и веома је радознао о својој прошлости. Кензи Блај коју тумачи Данијела Руа је млађа теренска агенткиња Одељења за специјалне пројекте МЗИС-а која долази из војне породице. Студирала је форензику и криминологију на факултету, а течно говори португалски, чита са усана и зна Морзеову азбуку. Адам Џамал Крег је тумачио Доминика "Дом" Вејла, агента на пробном раду у екипи. Пошто је његов лик нестао у епизоди „Нестали“, пребачен је у гостујућу поставу. Крег је исписан је из серије у епизоди „Пронађен“ када је Дом смртно рањен док је покушавао да побегне од својих отмичара. Питер Камбор је тумачио др. Натанијела „Нејта“ Гејца, оперативног психолога који ради са МЗИС-ом који посматра надзорне траке и гледа или води испитивања како би направио психолошке профиле осумњичених. Нејт је накратко изразио занимање за рад на терену, али су га сви из екипе одвратили. Берет Фоа је тумачио Ерика Била, техничког оператера за ОСП који служи као главна веза и за агенте на терену и са директором Леоном Венсом. Фоа је од тринаесте епизоде сезоне унапређен у главну поставу. Линда Хант је глумила Хенријету „Хети“ Ленг, оперативну руководитељку у МЗИС-у у Лос Анђелесу. Хети се пореди са ликом Q-a у романима и филмовима о Џејмсу Бонду. Она је гостовала у првој епизоди после чега је унапређена у главну поставу у следећој епизоди.
Роки Керол је имао епизодну улогу Леона Венса, директора НЦИС-а.
Брајан Аверс се појавио у три епизоде као посебни агент Мајк Ренко. Поли Перет се појавила у две епизоде као Еби Шуто, форензичарка из седишта МЗИС-а. Ерик Кристијан Олсен је гостовао у две епизоде као Марти Дикс, службеник за везу између МЗИС-а и СУП-а.

## Критички пријем

### Пријем
Прва сезоне серије добила је мешовите до позитивне критике телевизијских критичара. На Rotten Tomatoes-у, сезона има 65% одобрења.

### Гледаност
Премијерна епизода серије „Идентитет“ привукла је приближно 18,73 милиона гледалаца са уделом од 4,4/11 у скупини становништва од 18 до 49 година и стога је освојила свој термин. Била је то друга најгледанија серија недеље, иза премијере седме сезоне сестринске серије Морнарички истражитељи која је прикупила 20,61 милиона гледалаца. Међутим, гледаност је пала у односу на премијеру девете сезоне серије место злочина из претходне године, али је била већа од премијере седме и последње сезоне серије Без трага која је заузимала исти временски термин током телевизијске сезоне 2008-09. Последњу епизоду сезоне "Кален Г." гледало 13,1 милион гледалаца. За своју прву сезону, серије Морнарички истражитељи: Лос Анђелес је била 9. најгледанија нова серија на ЦБС-у са укупно 16,08 милиона гледалаца.